# C&C (악성 소프트웨어)
Command & Control (C&C) 인프라스트럭처(서버들과 다른 기술적인 인프라스트럭처들로 구성된)는 일반적으로 악성코드 (주로 봇넷)를 제어하기 위해 사용된다.
 C&C 서버는 악성코드 조작자에 의해 직접 제어되거나, 하드웨어에 돌아가는 악성코드들 자신들끼리 절충되어 제어된다. 패스트-플럭스 DNS는 제어 서버를 찾기 어렵게 하는 방식으로 사용된다. 제어 서버는 제어 서버에게 새로운 DNS 이름을 생성해주는 데 사용되는 도메인 생성 알고리즘을 사용해서 DNS 도메인 사이를 뛰어다닌다.
어떤 경우에는 컴퓨터 보안 전문가는 C&C 네트워크 자체에 침입하거나, 악용당하고 있는 도메인에 대한 접근을 차단하거나, 서버의 인터넷과의 연결을 끊어버림으로써 악성코드 명령어와 제어 네트워크를 파괴하고 전복시킨다.

 이에 대한 대응으로, C&C 조작자들은 고정된 서버에 의존하지 않는 P2P 시스템을 사용하거나, 침입이나 Spoof 시도를 막기 위한 공개 키 암호 방식의 사용을 통해 자신들의 C&C 네트워크를 IRC나 토르 같은 다른 양성의 인프라스트럭처로 덮어쓰는 기법을 대안으로 사용한다.

## 같이 보기
- 악성 소프트웨어
- 지능형 타깃 지속 공격